# Gilles Robert de Vaugondy

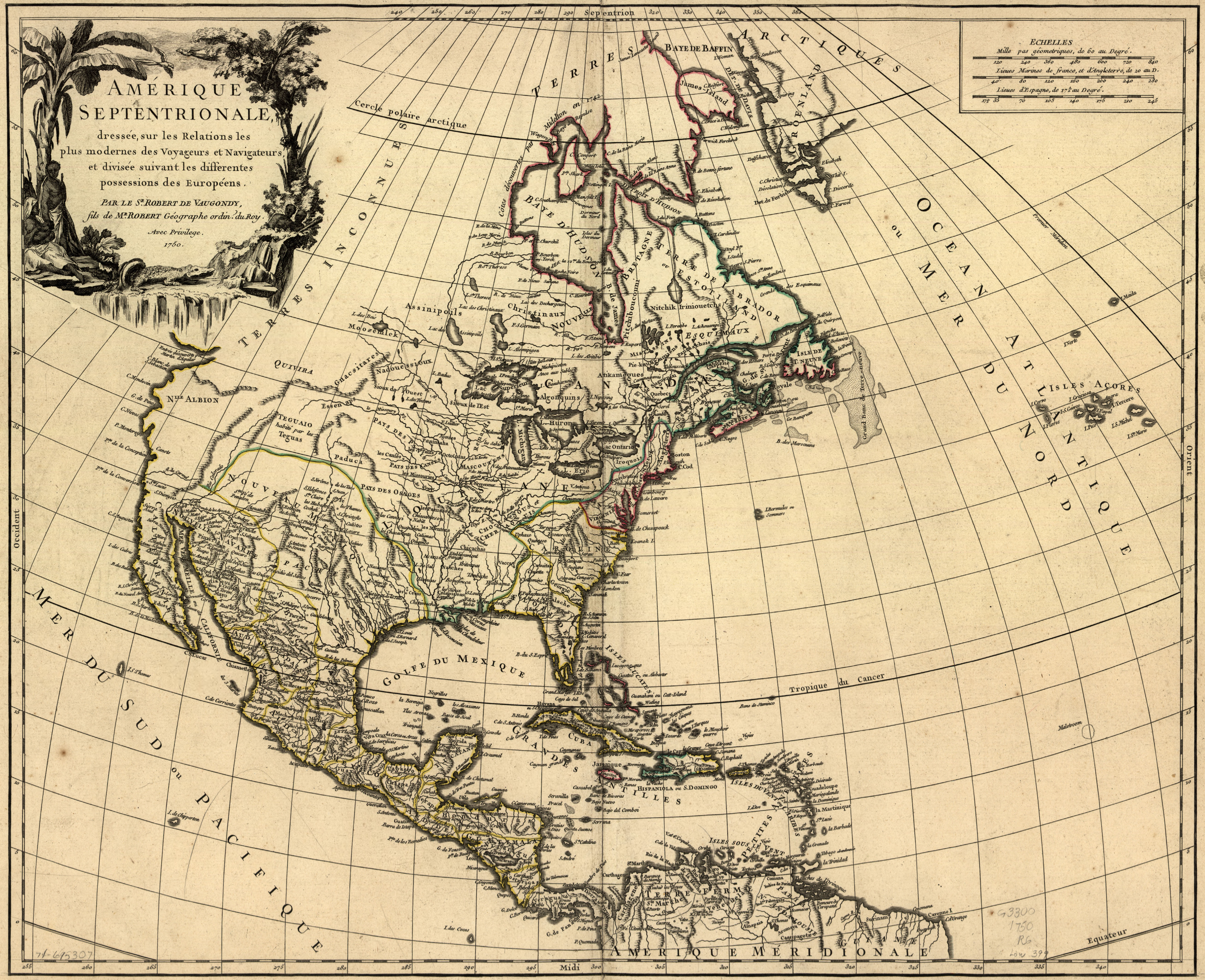
Kaart van Noord-Amerika uit 1750 door De Vaugondy, sr. en jr.

Gilles Robert de Vaugondy (1688–1766) was een Frans geograaf en cartograaf. 
De Vaugondy werd in 1688 geboren en verkreeg op enig moment de functie van hofgeograaf van Lodewijk XV. Gilles Robert was een kleinzoon van de cartograaf Nicolas Sanson, van wie hij onder meer kopergravures van kaarten erfde.
Er zijn geen cartografische producten van De Vaugondy bekend, anders dan die welke hij samen met zijn zoon Didier Robert de Vaugondy vervaardigde. Zij golden als toonaangevende Franse cartografen in een flink deel van de achttiende eeuw. Zij produceerden kaarten, globes en in 1757 hun Atlas universel. Waar mogelijk was deze gebaseerd op het nieuwste, door landmeters geproduceerde kaartmateriaal. Ook konden ze voor materiaal een beroep doen op de Franse marine. De De Vaugondy's berekenden voor vele punten op hun kaarten een nauwkeurige lengte en breedte. 
In 1760 volgde zijn zoon hem op als hofgeograaf. Gilles Robert overleed in 1766.
- Bibsys: 1014851
- Biblioteca Nacional de España: XX1186539
- Bibliothèque nationale de France: cb12380752s (data)
- Stuttgart Database of Scientific Illustrators 1450–1950: 12403
- Gemeinsame Normdatei: 119230089
- International Standard Name Identifier: 0000 0001 1562 0091
- Library of Congress Control Number: n82000796
- Nationale Bibliotheek van Tsjechië: mzk2009532677
- Nationale Bibliotheek van Israël: 987007267275105171
- Nederlandse Thesaurus van Auteursnamen: 096498838
- Istituto Centrale per il Catalogo Unico: TO0V290192
- LIBRIS: 338006
- SNAC: w6nk5g7d
- Système universitaire de documentation: 03285949X
- Trove: 1232186
- Union List of Artist Names: 500121777
- Virtual International Authority File: 22222471